# 鳳冠火背鷴
鳳冠火背鷴（学名：Lophura ignita）是一種中等身形，長70cm厘米的雉。牠們外觀像孔雀，冠深色，羽毛呈藍黑色，臀部赤褐色，外尾羽黑色，瞳孔紅色，面部皮膚藍色。雌鳥呈褐色，冠較短，下身有黑白色斑點。
鳳冠火背鷴分佈在馬來西亞、泰國、汶萊及蘇門答臘。其下有兩個亞種，當中指名亞種婆羅洲赤腰雞（L. i. ignita）分佈在婆羅洲及邦加島，雄鳥有褐色的中央尾羽，腳白色，下身赤褐色。雌鳥的尾巴深黑色，腳呈白色。
鳳冠火背鷴主要吃植物、果實及細小的動物。雌鳥每次會生4-8隻蛋，蛋呈奶白色。
由於持續失去棲息地及過份捕獵，鳳冠火背鷴被世界自然保護聯盟列為近危，且受到《瀕危野生動植物種國際貿易公約》附錄三的保護。

## 外部連結
- BirdLife Species Factsheet （页面存档备份，存于）
- gbwf.org - Crested Fireback